# Alcatel One Touch 203
El Alcatel One Touch 203 o Alcatel OT-203 es un teléfono móvil fabricado y distribuido por Alcatel Mobile Phones. Fue presentado en junio de 2009 junto con el Alcatel One Touch 103. Actualmente se encuentra descatalogado. Es el modelo de Bic Phone distribuido por Proximus en Bélgica el 17 de junio de 2010.

## Características
- Lanzamiento:
- Tarjeta SIM : Mini Sim (2FF) interna
- Antena : todas internas.
- Pantalla : CSTN de 1,5 pulgadas
- Resolución de pantalla : 128 x 128 píxeles y 16 bits (65536 colores)
- Bandas : GSM 900/1800 u 850/1900 MHz
- Timbres :  polifónicos (64 canales) con Altavoz y Vibración
- Multimedia : Radio FM con RDS
- Conectividad : mini-USB
- Batería : interna de Li-ion 3,7 voltios y 650 mAh
  - Tiempo de espera : hasta 350 horas
  - Tiempo de conversación : hasta 7 horas
- Formato : Candybar
- Carcasa : en color negro con una banda de goma negra, naranja, verde o roja. En el lateral derecho toma miniUSB. Retirando la cubierta trasera, batería y ranura mini-SIM.
- Tamaño : 106 mm (4,17 pulgadas) largo x 46 mm (1,81 pulgadas) ancho x 14,5 mm (0,57 pulgadas) alto
- Peso : 63 g (2,22 onzas)
- Tasa de absorción específica : 
  - Europa 1,26 W/kg
  - USA : 1,39 W/Kg (cabeza), 0,81 W/Kg (cuerpo)
- Mensajes : SMS con texto predictivo T9  (hasta 250)
- Otras prestaciones : Trae alarma, agenda, calculadora. Listín telefónico de 500 entradas.